# 3-ヘプタノン
3-ヘプタノン（英語、3-heptanone）とは、ヘプタノンの構造異性体の1つであり、ケトンの1種である。ケトンにエチル基（C2H5）とブチル基（C4H9）が付いていると考えて、ブチルエチルケトンと呼ばれたこともあった。なお、本稿では説明上必要な場合を除いて、3-ヘプタノンという表記に統一する。消防法に定める第4類危険物 第2石油類に該当する。

## 性質・合成法
3-ヘプタノンは、分子式C7H14O、分子量114.19である。常圧において、沸点149℃から150℃（異なる測定値もある）。常温常圧で液体として存在する。3-ヘプタノールと空気を300℃に加熱した銀製の網に通すことによって合成できる

。
なお、他にも3-ヘプタノンを合成する方法はある。

## 混同注意
3-ヘプタノンにブチルエチルケトンという別名が過去に存在したことはすでに述べた。ところで、2,2-ジメチル-3-ペンタノンには、tert-ブチルエチルケトン（ターシャリー・ブチルエチルケトン）という別名が存在する。2,2-ジメチルプロピル基は、慣用名でtert-ブチル基（ターシャリーブチル基）と呼ぶこともあるため、このような別名が付いている。しかし、両者は互いに構造異性体の関係にあるものの、互いに全く別に化合物であり、互いに性質なども異なっていることは言わずもがなである。

## 主な参考文献
- 化学大辞典編集委員会 編集 『化学大辞典 （縮刷版） 7』 p.842（左中部） 共立出版 1964年1月15日発行 ISBN 4-320-04021-X
- 化学大辞典編集委員会 編集 『化学大辞典 （縮刷版） 8』 p.362（左下部） 共立出版 1964年2月15日発行 ISBN 4-320-04022-8